# Borna Rendulić
Borna Rendulić (Zagreb, 25. ožujka 1992.) hrvatski je profesionalni hokejaš na ledu. Igra na mjestu desnoga napadača. Puca i dodaje pločicu desnom rukom. Visok je 1,92 m.

## Karijera

### Colorado Avalanche
U svibnju 2014. potpisao je ugovor s Coloradom, čime je postao prvi igrač rođen u Hrvatskoj i hrvatski reprezentativac koji je potpisao profesionalni NHL ugovor, ali sezonu započinje igrajući u AHL-u za „Čudovišta” s jezera Erie. Nastupom za ozljedama poharanu momčad Colorada 9. prosinca 2014. na utakmici protiv Nashvillea, postao je prvi rođeni Hrvat i hrvatski reprezentativac u NHL-u. S druge strane, Splićanin Goran Bezina, igrač s tri nastupa za Phoenix u sezoni 2003./04., predstavlja Švicarsku.
U prvim satima 2015. godine po hrvatskom vremenu, odnosno na izmaku 2014. u Denveru, Borna Rendulić postigao je prvi „hrvatski” pogodak u (također rekordnom) četvrtom nastupu u NHL-u. Izmaknuo je pažnji Philadelphijine obrane na desetak metara od sredine gola te jakim udarcem „iz prve”, na dodavanje Gabriela Landeskoga, pogodio iznad lijevog ramena vratara Stevea Masona. Bio je to pogodak za vodstvo od 2 : 1, a Colorado je pobijedio 4 : 3 u produžetku.
Skupio je dva boda u prvih deset nastupa: po jedan povijesni pogodak i asistenciju. Osim toga, u tri je navrata isključen na dvije minute. Trener Patrick Roy postavio ga je u istom razdoblju u središte glavne navalne linije, uz Landeskoga na lijevom krilu i Duchenea na desnom, kako je Colorado počeo hvatati priključak za mjestom u doigravanju. Međutim, u jedanaestoj utakmici karijere, u gostima kod „Panterâ” s Floride 15. siječnja 2015., slomio je lijevu goljeničnu kost (tibiju). Izbivao je oko dva mjeseca s leda.

## Sudjelovanja na velikim natjecanjima
Svjetska prvenstva
- Divizija 1, 2009.
- Divizija 1, 2010.
- Divizija 2, 2011.
- Divizija 2, 2012.
- Divizija 2, 2013.
- Divizija 1, 2014.